# Ханський палац в Бахчисараї (срібна монета)
«Ха́нський пала́ц в Бахчисара́ї» — пам'ятна срібна монета номіналом 10 гривень, випущена Національним банком України, присвячена пам'ятці архітектури XVI—XVIII ст. бахчисарайському ханському палацу — комплексу з легкими галереями, мармуровими фонтанами та розкішними покоями, в якому розміщувалася резиденція кримсько-татарських ханів (нині — історико-архітектурний музей у м. Бахчисараї).
Монету введено в обіг 31 жовтня 2001 року. Вона належить до серії «Пам'ятки архітектури України».

## Опис монети та характеристики
| Номінал грн. | Метал            | Маса, г      | Діаметр, мм | Якість виготовлення | Гурт     | Тираж, штук |
| ------------ | ---------------- | ------------ | ----------- | ------------------- | -------- | ----------- |
| 10           | срібло 925 проби | 31,1 / 33,62 | 38,6        | пруф                | рифлений | 3 000       |

### Аверс
На аверсі монети в обрамлені східного орнаменту, який прикрашає Золотий фонтан (1733 р.), зображено малий Державний Герб України та фрагмент мармурової плити фонтану, написи в чотири рядки: «УКРАЇНА», «10», «ГРИВЕНЬ», «2001», а також позначення металу та його проби — «Ag 925», вага в чистоті — «31.1», логотип Монетного двору Національного банку України.

### Реверс

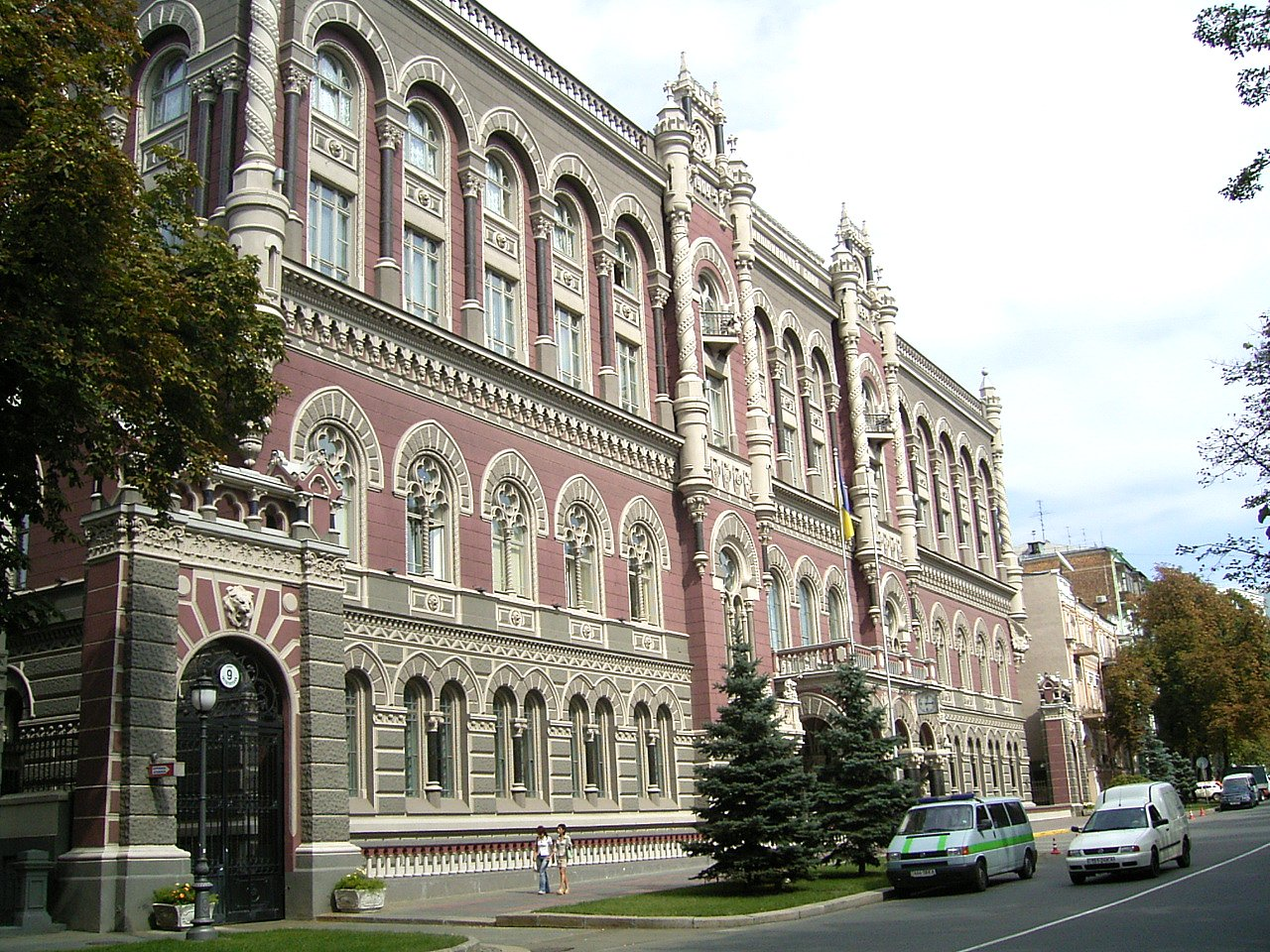
Будівля Національного банку України

На реверсі монети зображено внутрішній дворик палацового комплексу, над яким розміщено дату «XVI–XVIII» ст. та написи: угорі півколом — «ХАНСЬКИЙ ПАЛАЦ», унизу — «БАХЧИСАРАЙ».

## Автори
- Художник — Кочубей Микола.
- Скульптор — Дем'яненко Володимир.

## Вартість монети
Ціна монети — 575 гривень була вказана на сайті Національного банку України в 2013 році.
Фактична приблизна вартість монети з роками змінювалася так:
| Рік        | 2010  | 2011  | 2012  | 2013  | 2014  | 2015  | 2016  | 2017  | 2018  | 2019  | 2020  | 2021  | 2022  | 2023  | 2024  | 2025  |
| ---------- | ----- | ----- | ----- | ----- | ----- | ----- | ----- | ----- | ----- | ----- | ----- | ----- | ----- | ----- | ----- | ----- |
| Ціна, грн. | 2 000 | 2 000 | 2 000 | 2 100 | 1 800 | 2 000 | 4 900 | 5 000 | 4 700 | 4 600 | 3 800 | 4 300 | 4 300 | 4 800 | 7 300 | 7 400 |